# Pop rock
Pop rock este un gen de fuziune rezultat din genurile pop și rock. Având în vedere că muzica pop însăși s-a născut ca un hibrid între muzică ușoară și rock, pop-rock se poate defini și ca un rock accesibil, comercial. Tocmai pentru că atât muzica pop, cât și pop-rock, sunt derivate din genul rock, pop-rock trebuie perceput ca o mutație pop asupra unei atmosfere de tip rock, nu invers. În schimb, situațiile în care o muzică fundamentată pop împrumută elemente (nedefinitorii) de rock corespunde în continuare curentului pop, nu pop-rock.
Topica „pop-rock”, deși aparent neutră (cei doi termeni pot fi văzuți ca fiind „pe poziții egale”), confirmă subordonarea lui „pop” față de „rock”; un exemplu similar este al subgenului gothic rock: „goth” este doar o influență aplicată fundamentului de tip rock. Riguros vorbind, pop-rock este un alt subgen al muzicii rock, identificarea frecventă a lui ca gen distinct (începând cu anii 1970) fiind realizată în principal din motive comerciale.